# Nagomi Nakayama
Nagomi Nakayama, född 26 juli 2004 i Shimokawa på Hokkaido är en japansk backhoppare. Vid Juniorvärldsmästerskapen i nordisk skidsport 2022 tog hon silver med det japanska laget och blev sjua i den individuella tävlingen.